# Parafia Ewangelicko-Augsburska w Kępnie
Parafia Ewangelicko-Augsburska w Kępnie – Ewangelicko-Augsburska parafia w Kępnie, należąca do diecezji pomorsko-wielkopolskiej. Mieści się przy Alei Marcinkowskiego. W 2018 liczyła 140 wiernych.

## Historia
Parafia ewangelicka w Kępnie została założona 2 grudnia 1661. W 1664 miała miejsce uroczystość poświęcenia budynku kościoła. Okres wolności religijnej zakończył się jednak po objęciu tronu przez Augusta II Mocnego. Świątynia wraz z budynkami parafialnymi, jak szkoła i plebania, została na mocy orzeczenia karnego wyburzona w dniach 16 do 22 sierpnia 1718.
Swoboda religijna została przywrócona dzięki decyzji Sejmu z 1774. Już dwa lata później wydano zgodę na odbudowę kościoła w Kępnie, a prace zakończono w 1779. Świątynia padła jednak ofiarą pożaru Rynku 15 września 1854, wskutek czego przystąpiono do budowy nowego, murowanego kościoła, który poświęcono 8 października 1863.
W 1874 wyodrębniono parafię Laski-Opatów, gdzie w latach 1879–1883 pastorem był ks. Jerzy Badura. Pod koniec XIX wieku parafia liczyła 3251 wiernych, w dużej mierze polskojęzycznych, zwłaszcza na wsi, podobnie jak ok. 600 w filii Podzamcze i 1000 w parafii-córce Laski-Opatów. W mieście w 1910 żyło 1779 ewangelików.
W okresie międzywojennym parafia należała do Superintendentury Ostrzeszów w ramach Ewangelickiego Kościoła Unijnego w Polsce, licząc 889 wiernych.

## Współczesność
Nabożeństwa w kościele w Kępnie odbywają się w każdą pierwszą i trzecią niedzielę miesiąca oraz w święta.
Parafii podlegają następujące filiały:
- Czarnylas – nabożeństwa w kościele ewangelicko-augsburskim w Czarnymlesie w każdą drugą i czwartą niedzielę miesiąca oraz w święta;
- Ostrzeszów – nabożeństwa w kaplicy w domu parafialnym przy ul. Zamkowej 16 w każdą drugą i czwartą niedzielę miesiąca oraz w święta;
- Wieruszów-Podzamcze – nabożeństwa w kościele ewangelickim w Podzamczu w każdą pierwszą i trzecią niedzielę miesiąca.